# Casona de Meruelo
La casona de Meruelo es un edificio situado en la localidad española de San Mamés de Meruelo, en la comunidad autónoma de Cantabria.

## Descripción
El edificio se encuentra en la localidad española de San Mamés de Meruelo, del municipio de Meruelo, perteneciente a la comunidad autónoma de Cantabria. Habría sido construido entre finales del siglo XVIII y comienzos del XIX. Es una gran casona montañesa de volumen cúbico y compuesta de dos plantas más desván. Sus muros están armados en mampostería y reforzados por sillares. Todos los vanos son adintelados y recercados con piedra de sillería, salvo la puerta de ingreso principal que presenta arco rebajado. Sobre esta última se sitúa el balcón principal de la casa, que se remata por un frontón triangular coronado por un escudo de armas moderno. Destacan las balconadas y los antepechos de hierro forjado. En virtud de los elementos constructivos y decorativos, el edificio parece responder a modelos tardobarrocos con fuertes influencias neoclásicas.
El inmueble quedó incluido en 2001 en el Inventario General del Patrimonio Cultural de Cantabria, según orden publicada en el Boletín Oficial de Cantabria. La finca que rodea el inmueble forma parte de él y está sujeta al mismo régimen de protección.